# Kaserne Feyen

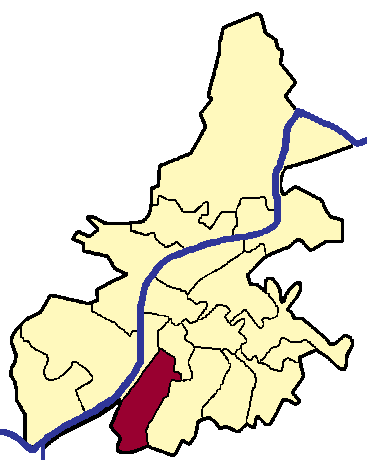

Die Kaserne Feyen war eine deutsche, später französische Kaserne (Quartier Castelnau) im Trierer Stadtteil Feyen. Die als „Infanterie-Kaserne Trier-Feyen“ in den Jahren 1938/39 erbaute Kaserne entstand im Zuge der sog. Wiederaufrüstung des NS-Regimes auf einem Gelände, auf dem sich bis dahin Gärten und Felder ausbreiteten. Das Kasernengelände liegt wie eine Pfeilspitze zwischen den Stadtteilen Feyen und Weismark, zwischen „Pellinger Straße“ und der Straße „Am Pfahlweiher“. An das Kasernengelände schloss sich, in südöstlicher Richtung, ein Standortübungsplatz mit einer Ortskampfanlage (Häuserkampftraining) an, das Fauna-Flora-Habitat-Gebiet Mattheiser Wald (Naturschutzgebiet seit 2003). Im Bereich der Kaserne befinden sich keine Denkmalschutzwürdigen Gebäude.

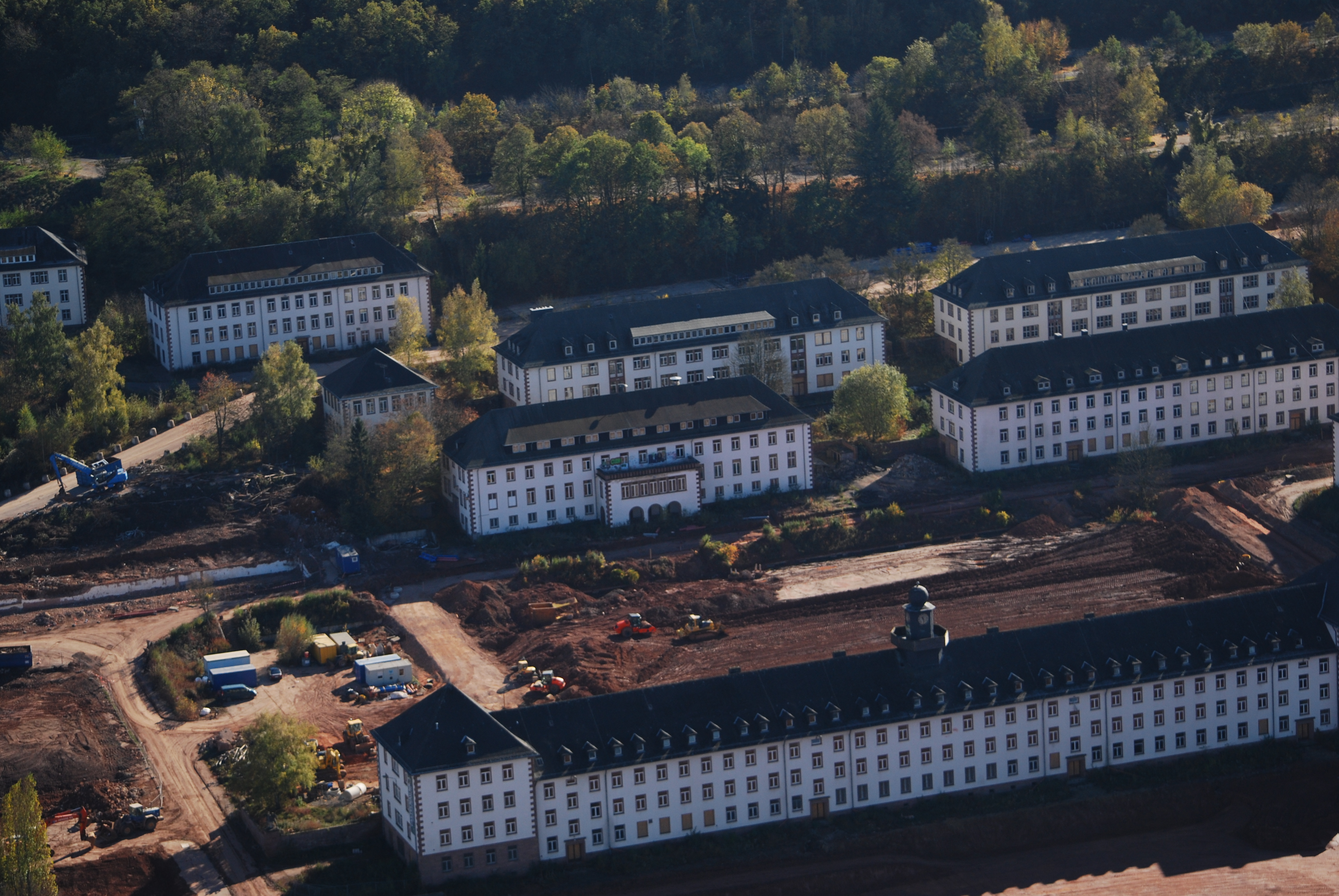
Das Kasernenareal vor Beginn der Umbauphase

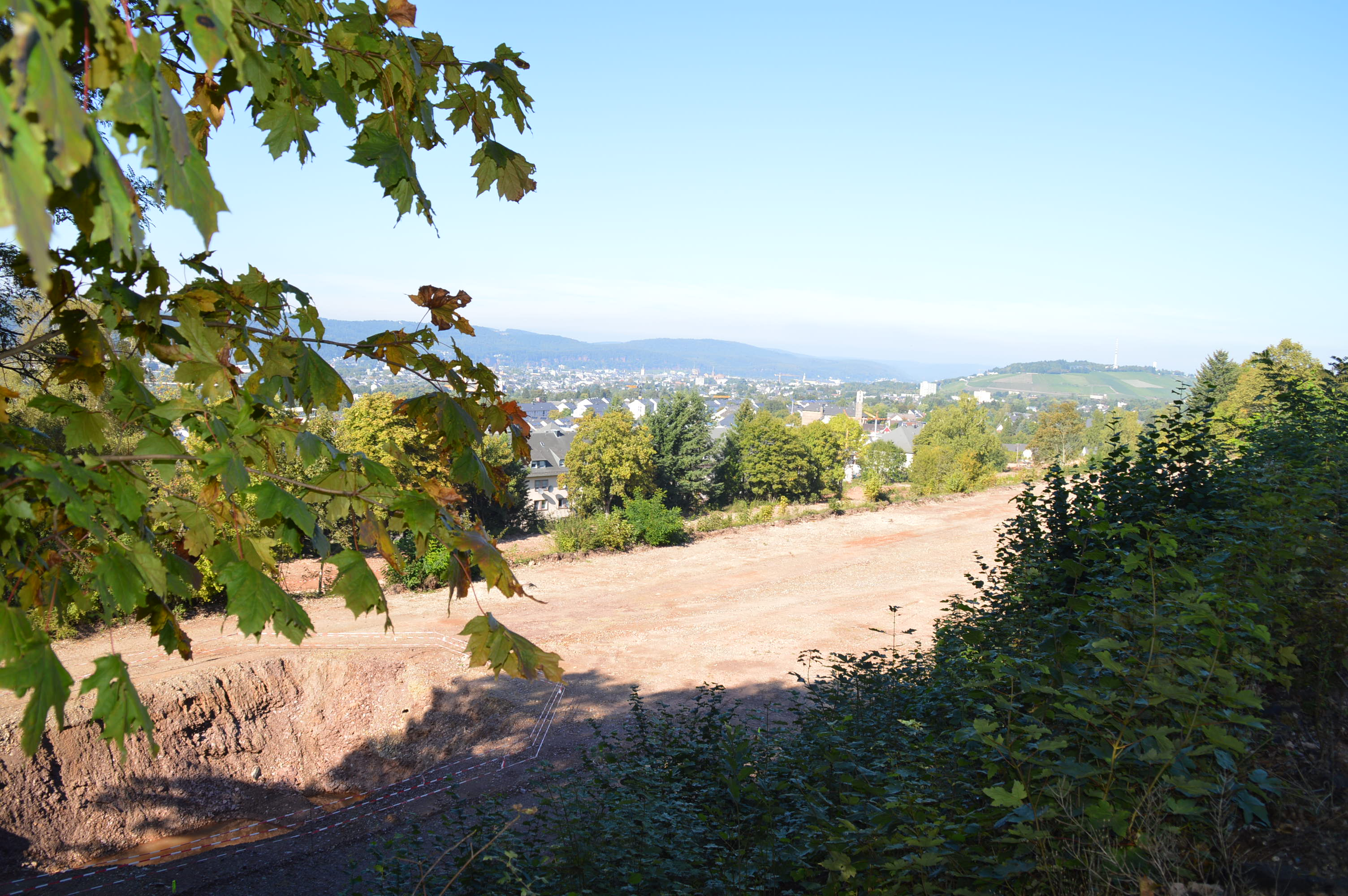
Blick von den Hangterrassen auf dem Castelnau Gelände

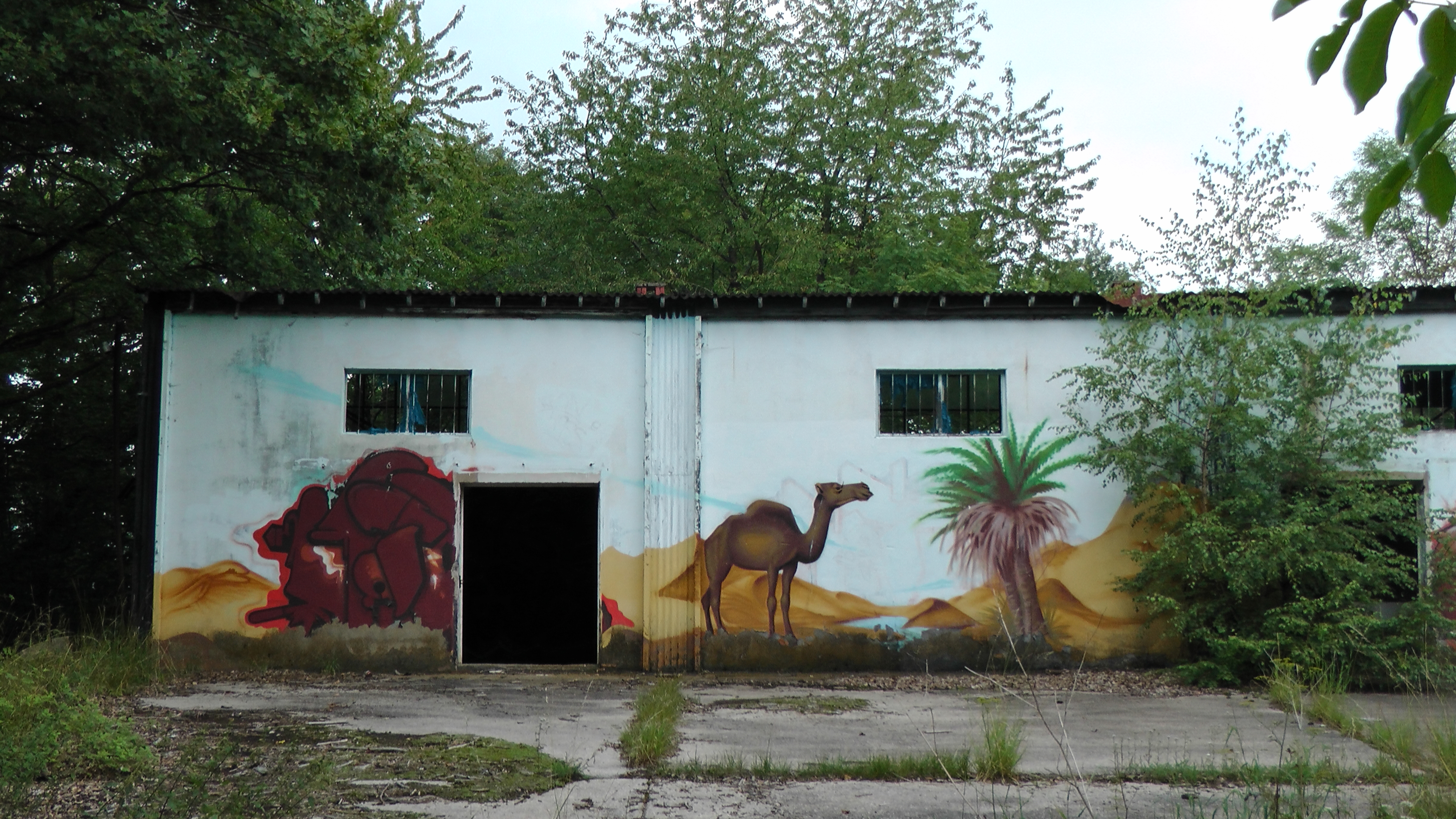
Ehemaliges Übungsdorf

## Geschichte
Die Planungen begannen am 24. November 1937 mit einer Besprechung über Größe und Lage der Kaserne. Der Architekt Johann Hannappel aus Essen, der auch die Bauleitung übernahm, starb allerdings vor der Fertigstellung der Kaserne.
Die Erstbelegung erfolgte am 19. Februar 1939 durch das II. Bataillon des Infanterie-Regiment 124 (ab Oktober 1942 Grenadier-Regiment 124). Das I. Bataillon des Regiments lag in der Jägerkaserne in der Eurener Straße (Trier-West/Euren). Nach Kriegsende waren von 1945 bis 1949 dort nach Deutschland verschleppte polnische Zwangsarbeiter einquartiert, die zunächst nicht nach Polen zurück wollten. Danach wurde die Kaserne durch die französische Armee belegt und erhielt zur Erinnerung den Namen des französischen Generals Noël de Castelnau „Quartier Castelnau“. Der angrenzende „Matheiserwald“ wurde durch die Franzosen als Standortübungsplatz genutzt und eine Panzerringstrasse angelegt. Später kam ein Standortmunitionslager sowie eine Standortschießanlage dazu. Um „Häuserkampf“ zu trainieren zu können, wurde eine Ortskampfanlage errichtet.
Nach dem Abrücken der französischen Armee im Jahr 1999 lag das Areal brach und wurde Konversionsgelände. Die Umnutzung des Geländes verlief schleppend und war Gegenstand mehrerer gerichtlicher Auseinandersetzungen. Viele kleinere Gebäude und Baracken verfielen und/oder wurden baufällig.

## Konversionsgelände
Laut dem Bebauungsplan BF13 der Stadt Trier, war geplant, im technischen Bereich der Kaserne einen Handwerkerpark anzusiedeln. Dafür machte sich die Handwerkskammer Trier stark, um einer weiteren Abwanderung von Handwerkerbetrieben in das Umland entgegenzuwirken. Gegen diese Planung klagte eine Anwohnerin 2006 erfolgreich. Dabei wurde festgestellt, dass der Bebauungsplan nicht regelkonform sei und wurde durch das Oberverwaltungsgericht Koblenz aufgehoben. Des Weiteren stellte das OVG fest, es sei grundsätzlich zulässig, den Handwerkerpark zu errichten. Daraufhin änderte die Stadt Trier die Lärmschutzregelung und der Bebauungsplan wurde wieder aktiv. 2007 erfolgte, diesmal durch einen Anwohner, eine erneute Klage gegen das Konversionsvorhaben. Der Argumentation, dass der geplante Handwerkerpark sich an das Fauna-Flora-Habitat-Gebiet Mattheiser Wald anschliesse und dadurch naturrechtliche Belange nicht berücksichtigt wurden, folgte das OVG Koblenz nicht und wies die Klage ab.
Der geplante Handwerkerpark wurde auf Grund der hohen Erschliessungskosten und durch den Rückzug der Zusagen von Handwerksbetrieben verworfen.
Das ca. 340.000 m² große Konversionsgelände Castelnau wird seit 2012 umstrukturiert und in die Stadtteile Feyen/Weismark eingegliedert. Der erste Bauabschnitt (Bebauungsplan BF 15) umfasst das Areal von der sogenannten „Dreiecksfläche“ über den Exerzierplatz bis an den Hang. Auf der Dreiecksfläche zwischen den Straßen Am Sandbach und Zum Pfahlweiher besteht seit Herbst 2014 ein Nahversorgungszentrum.
Der frühere Exerzierplatz, heute Gustave-Eiffel-Straße, wurde umstrukturiert. Umschlossen von den Bestandgebäuden stehen auf dem ehemaligen Exerzierplatz heute Einfamilienhäuser in verschiedenen Wohntypologien. 2013 sind hier die ersten Bewohner eingezogen. Auch das ehemalige Mannschaftsgebäude 019/020 wurde im Zuge dieser Umstrukturierung zu 80 Wohneinheiten umgebaut. Auf den oberhalb dieser Fläche gelegenen Hangterrassen entstehen seit Ende 2014 Einfamilienhäuser mit Blick auf Trier und das Moseltal (Bebauungsplan BF 14), jeweils auf Parzellen von 600 bis 800 Quadratmetern.

## Stationierte französische Einheiten
- 1° Bataillon du 16° Régiment d’Artillerie 16° RA/1 10. Januar 1946 14. Mai 1946[12]
- 2° Bataillon du 16° Régiment d’Artillerie 16° RA/2 10. Januar 1946 14. Mai 1946
- 3° Bataillon du 16° Régiment d’Artillerie 16° RA/3 10. Januar 1946 14. Mai 1946
- 4° Régiment de Cuirassiers 4° CUIR 1. Januar 1955 31. Dezember 1962
- Centre d’Instruction des Divisions Blindées CIDB 1. April 1955 31. August 1968
- Bureau Postal Militaire 526/GA1 BPM 526/GA1 1. Juli 1964 31. Dezember 1976
- Bureau Postal 526 C BPM 526/C 1. Januar 1977 30. September 1991
- 7° Compagnie du 6° Régiment du Matériel 6° RMAT/7° Cie 1. Januar 1966
- Centre d’Entraînement Commando N° 5 du 7° Régiment d’Infanterie CEC 5 24. Februar 1967 3. August 1977
- Centre de Réparations d’Engins Blindés CREB 01/02/1968 Quartier Castellane
- 16° Régiment d’Artillerie 16° RA 1. September 1968 31. August 1979
- Centre de Perfectionnement de Tire CPT 1. September 1968
- Centre d’Entraînement Commando n°7 CEC 7 3. August 1977 30. Juni 1984
- 13° Régiment du Génie 13° RG 1. Januar 1978 19. Mai 1999
- Groupement d’Instruction du 1° RCS 1° RCS 1. Juli 1978 4. März 1992
- 6° Section Mobile de Réparation du 1° GRDB 6° SMR 1. Juli 1978 30. Juni 1985
- Zône Technique de la 1° Compagnie du 7° Régiment du Matériel 7° RMAT/1° Cie 1. Juli 1985 4. März 1992
- ATG de Trèves ATG 1. Januar 1988
- Détachement de Maintenance d’Infrastructure DMI 1. März 1992
- Direction Technique du Génie DTG 04/03/1992
- Matériel 13°RG
- 9° Détachement de Maintenance Multitechnique DMM 9 31. Dezember 1996
- Entrepot du Matériel du Génie 30. Januar 1968
- 8° Groupe de Chars Portés 8° GCP 31. Dezember 1962
- Dépôt de munitions de garnison DMG 1. April 1992 Mattheiserwald